# Абу Катада
Абу Катада е палестински ислямски терорист, роден около 1960 г. в Витлеем, тогава в Йордания.
Живее от 1993 г. като политически бежанец във Великобритания. Известен е като един от най-известните джихадисти в Европа. Често е определян като „духовен глава на муджахидините“ и „посланик на Осама бин Ладен в Европа“. Поддържа близки отношения с Абу Хамза – осъден във Великобритания за разпалване на етническа и верска омраза.
Записи на негови проповеди са открити в дома на атентатора от 11 септември 2001 г. Мохамед Ата.
Абу Катаба изчезва през 2002 г. През есента на 2002 г. е арестуван. През март 2005 г. временно е пуснат под гаранция, през август същата година обаче е отново арестуван. Йорданските власти официално са поискали екстрадирането му в Йордания.